# Родригес Ольмедо, Альфонсо
Альфонсо Родригес Ольмедо (исп. Alfonso Rodríguez Olmedo, 10 марта 1599, Самора, Королевство Кастилия и Леон — 15 ноября 1628, Риу-Гранди-ду-Сул, Королевство Португалия) — испанский священник-иезуит, миссионер среди гуарани в Парагвае. Мученик, святой Римско-католической церкви.

## Биография
Родился в испанском городе Самора, был послушником в Вильягарсии-де-Кампос, Вальядолид, позже отправлен в Парагвай. Отправился из Лиссабона, Португалия, в составе миссионерской миссии под руководством отца Хуана де Виана. В 1626 году его отправили к гуайкуру, которые находились перед Асунсьоном, на другом берегу реки Парагвай. Был первым миссионером, изучившим местный язык. Его миссия заключалась в проповедовании и обращении местных в христианскую веру; также занимался улучшением условий жизни коренного населения.
В 1628 году отправился в составе миссии к гуарани в Паране, а затем в Итайпу. Сопровождал Роке Гонсалеса-и-де-Санта-Круса, когда тот отправился основывать город Тодос-лос-Сантос-де-Кааро на восточном берегу реки Уругвай. Однако Сезу, шаман и вождь (касик) Игни, приказал убить миссионеров. 15 ноября 1628 года, когда испанцы собрались на площади для установки колокола, на них напали местные жители. Родригес и Гонсалес были забиты до смерти каменными молотками; их тела втащили в церковь и сожгли. Хуана дель Кастильо постигла та же участь несколько дней спустя, он был убит 17 ноября 1628 года.

## Почитание
Беатифицирован 28 января 1934 года папой Пием XI. Родригес (вместе с Гонсалесом и дель Кастильо) был канонизирован 16 мая 1988 года папой Иоанном Павлом II.
День памяти — 16 ноября.